# Jane Jimmy Chigiyal
Jane Jimmy Chigiyal (* 3. April 1967 in Föderierte Staaten von Mikronesien) ist eine mikronesische Diplomatin.

## Leben
Chigiyal diente als langjähriges Mitglied des Außenministeriums von Mikronesien.
Am 4. Oktober 2011 wurde Chigiyal in der 17. Sitzung des Kongresses der Föderierten Staaten von Mikronesien in einer Abstimmung von 13 zu 1 als Ständige Vertreterin bei den Vereinten Nationen bestätigt. Mit ihrer Bestätigung wurde Chigiyal die erste weibliche Botschafterin der Föderierten Staaten von Mikronesien in der Geschichte. Vor ihrer Bestätigung als Ständige Vertreterin Mikronesiens bei den Vereinten Nationen hatte sie die Position der stellvertretenden Sekretärin des Außenministeriums inne. Am 2. Dezember 2011 überreichte sie ihr Beglaubigungsschreiben an den Generalsekretär der Vereinten Nationen Ban Ki-moon.